# Àngel Rangel
Àngel Rangel Zaragoza (La Rápita, Tarragona, 28 de noviembre de 1982) es un exfutbolista español que jugaba de defensa. Desde la temporada 2022-23 es entrenador del equipo sub-12 del Pontardawe Town F. C.

## Clubes
| Club                      | País       | Año       | Partidos | Goles |
| ------------------------- | ---------- | --------- | -------- | ----- |
| C. D. Tortosa             | España     | 2001-2003 | ¿?       | ¿?    |
| C. F. Reus Deportiu       | España     | 2003-2004 | ¿?       | ¿?    |
| Girona F. C.              | España     | 2004-2005 | 25       | 0     |
| U. E. Sant Andreu         | España     | 2005-2006 | 33       | 5     |
| Terrassa F. C.            | España     | 2006-2007 | 35       | 2     |
| Swansea City A. F. C.     | Gales      | 2007-2018 | 374      | 10    |
| Queens Park Rangers F. C. | Inglaterra | 2018-2020 | 41       | 2     |
| U. E. Rapitenca           | España     | 2021-2022 | 3        | 1     |

## Palmarés

### Títulos nacionales
| Título                        | Club                  | País        | Año  |
| ----------------------------- | --------------------- | ----------- | ---- |
| Copa de la Liga de Inglaterra | Swansea City A. F. C. | Reino Unido | 2013 |